# Smírčí kříž ve Hvozdné
Smírčí kříž asi z 15. století se nalézá v obci Hvozdná v okrese Zlín. V roce 2003 byl Ministerstvem kultury České republiky prohlášen kulturní památkou ČR.

## Historie
Smírčí kříž asi z 15. století stojí před domem s pečovatelskou službou u křižovatky v centru obce. Kříž původně stál u silnice na Osmek u kapličky. K tomuto místu se váže pověst, podle níž zde křtili slovanští věrozvěstové Cyril a Metoděj.

## Popis
Volně stojící smírčí kříž je vytesán z kamenného monobloku do podoby latinského kříže, odlomením hlavy vznikl kříž ve tvaru T se zaoblenými rameny. Je částečně zapuštěn do země. Na kříži nejsou žádné nápisy a reliéfy. Rozměry kříže se udávají v rozmezí pro výšku 0,90–1,30 m, pro šířku 1,20 m a pro tloušťku 0,22–0,24 m.